# Nijat Abasov
Nijat Azad oglu Abasov (en àzeri: Nicat Azad oğlu Abasov; nascut el 14 de maig de 1995) és un Gran Mestre d'escacs azerbaidjanès. El febrer de 2020, va assolir la seva puntuació Elo més alta de tots els temps amb 2670 i va ocupar el tercer lloc de l'Azerbaidjan i el número 67 del món.

## Primers anys
Abasov va rebre el títol de Mestre Internacional el 2009. Va obtenir la seva tercera i última norma necessària per al títol de Gran Mestre a l'esdeveniment del Dia de la Solidaritat de l'Azerbaidjan a finals de desembre de 2010, en què va ocupar el primer lloc. La FIDE li va concedir el títol el febrer de 2011.

## Carrera professional
El novembre de 2015, Abasov va guanyar el torneig Cultural Village a Wijk aan Zee per classificar-se per al torneig Tata Steel Challengers de 2016. En aquest últim va fer-hi 6 punts i mig de 13. Abasov va jugar amb l'equip de l'Azerbaidjan 2 a la 42a Olimpíada d'escacs a Bakú. A finals de desembre de 2016, va guanyar l'Obert de Nadal de Zuric amb millor desempat que Viktor Láznička, Dennis Wagner, Christian Bauer i Mateusz Bartel. El 2017, Abasov va guanyar tant el campionat d'escacs de l'Azerbaidjan com el torneig Bakú Open.
A l'octubre de 2019, Nijat va fer 6,5 punts (+2=9-0) al Gran Torneig Suís de la FIDE, i hi va quedar 15è de 154 jugadors. El novembre d'aquell any, Abasov va pujar al número 93 del rànquing mundial i va entrar al Top 100 de la FIDE per primera vegada en la seva carrera.
A la Copa del Món d'escacs 2023, el 69è cap de sèrie Abasov va superar el 5è cap de sèrie Anish Giri a la tercera ronda. Va arribar a les semifinals en derrotar el 37è cap de sèrie Peter Svidler a la quarta ronda, el 53è Salem Saleh a la cinquena ronda i el 20è cap de sèrie Vidit Gujrathi als quarts de final. El semifinalista Magnus Carlsen va anunciar que no participarà al Torneig de Candidats 2024 i, per tant, Abasov, com a un dels 3 millors jugadors de la Copa del Món (excepte Carlsen), es va classificar per als Candidats.

## Vida personal
Abasov està casat amb el jugador d'escacs azerbaidjanesa Khayala Abdulla.